# Johnny Staccato
Johnny Staccato est une série télévisée américaine en 27 épisodes de 25 minutes, en noir et blanc, diffusée entre le 10 septembre 1959 et le 27 mars 1960 sur le réseau NBC puis rediffusée sur ABC.
En France, la série a été partiellement diffusée (13 épisodes) à partir du 18 février 1986 sur Antenne 2, dans le cadre de la case Cinéma, Cinémas. Elle fut ensuite rediffusée dans son intégralité du 7 janvier 1995 au 15 juillet 1995 dans l'émission Velvet Jungle sur ARTE, ainsi qu'en février 2002 sur Ciné Classics.

## Synopsis
Johnny Staccato (interprété par John Cassavetes), pianiste de jazz sans le sou, échange sa carte du syndicat des musiciens contre une licence de détective privé. Au travers des affaires qu'il tente de résoudre, il nous fait découvrir un New York très sombre, dans la grande tradition du cinéma noir américain.

## Distribution
- John Cassavetes : Johnny Staccato
- Eduardo Ciannelli : Waldo
- Frank London : Shad
- Bert Freed : Sergent Joe Gillen

## Épisodes
1. La Vérité nue (The Naked Truth)
2. Meurtre en do majeur (Murder for Credit), réalisé par John Cassavetes.
3. Les Parents (The Parents)
4. La Boutique des quatre vents (The Shop of the Four Winds)
5. Nuit d'angoisse (The Nature of the Night)
6. Viva Paco (Viva Paco)
7. Le Prédicateur (Evil), réalisé par John Cassavetes.
8. Meurtre en hi-fi (Murder in Hi Fi)
9. Vole, chérie, vole ! (Fly, Baby, Fly !)
10. Tentation (Tempted)
11. La Touche du poète (The Poet's Touch)
12. Le Casse du Père Noël (The Unwise Men)
13. Un coin de paradis (A Piece of Paradise), réalisé par John Cassavetes.
14. Le Retour (The Return)
15. Trente-trois tours et puis s'en va (Collector's Item)
16. Glissando (Man in the Pit)
17. Une balle pour Staccato (The Only Witness)
18. Le Faussaire a les nerfs (Night of the Jeopardy), réalisé par John Cassavetes.
19. Le Cauchemar du ventriloque (Double Feature)
20. Le Prêtre porte un flingue (The List of Death)
21. Neuf coups de poignard (Solomon / Jessica Winthrop), réalisé par John Cassavetes.
22. Les Voix de la terreur (An Act of Terror)
23. Un jeune homme en colère (An Angry Young Man)
24. Le Masque de Jason (The Mask of Jason)
25. Une ville bien tranquille (A Nice Little Town)
26. Ne tirez pas sur le pianiste (Swinging Longhair)
27. Un saxo sous influence (The Wild Reed)

## Commentaires
- Élément très important de la série, la musique était interprétée par le combo de Pete Candoli.

- Bien que l'action se situe à New York, la série est tournée à Hollywood. Les frères Candoli, (Pete et Conte), étaient en effet installés en Californie, comme la plupart des jazzmen de ce mouvement où une grande part de leur activité consistaient à jouer et arranger les musiques de films et de séries de l'époque, leur assurant ainsi des revenus réguliers tout en leur évitant des tournées fatigantes.

- L'auteur de bandes dessinées Blutch rend un hommage teinté de parodie à la série dans plusieurs récits courts parus en 1991 dans la revue Fluide glacial, puis réédités dans l'album Waldo's Bar[2],[3].